# Sanjay en Craig
Sanjay en Craig is een Amerikaanse animatieserie die uitgezonden wordt op Nickelodeon. De serie ging in Amerika in première op 25 mei 2013 en in Nederland en België op 21 september 2014. De makers van de serie zijn Jim Dirschberger, Andreas Trolf en Jay Howell. Sanjay en Craig wordt geproduceerd door Will McRobb en Chris Viscardi.

## Plot
Het verhaal gaat over een 12-jarige Sanjay Patel die een pratende slang, Craig, vindt. Ze beleven samen de gekste avonturen.

## Cast
| Personage            | Amerikaanse stem | Nederlandse stem     |
| -------------------- | ---------------- | -------------------- |
| Sanjay Patel         | Maulik Pancholy  | Sander van Amsterdam |
| Craig                | Chris Hardwick   | Jop Joris            |
| Megan Sparkles       | Linda Cardellini |                      |
| Hector Flanagan      | Matt Jones       |                      |
| Mr. Leslie Noodman   | Tony Hale        | Jeremy Baker         |
| Belle Pepper         | Nika Futterman   |                      |
| Vijay Patel          | Kunal Nayyar     | Joey Schalker        |
| Darlene Patel        | Grey DeLisle     |                      |
| Mr. Noodman's Father | John DiMaggio    |                      |

## Afleveringen

### Seizoen 1
1. Brett Venom, M.D. / Laugh Quake
2. Maximum Denis / Dog Wave
3. Heightmare / Be Like Tufflips
4. Stinkboy / Wolfie
5. Traffical Island / Partybot
6. The Giving G / Release the Craigan
7. Muscle C.O.P.S. / Cold Hard Cash
8. Unbarfable / Game On
9. Laked Nake / Doom Baby
10. Blackout / Family Re-Noodman
11. Fart Baby / Kung-Fu Catapult
12. Trouble Dare / Road Pizza
13. Cup O' Universe / You're In Trouble
14. Booger Johnson / Dream Rangers
15. Day of the Snake / Prickerbeast
16. Kerplunk'd / Old Farts
17. Flip Flopas / Chill Bill
18. Curb Dawgz / I Love Loogie
19. A Tail of Two Slithers
20. Boatin' Down the River / Pretty in Punk

### Seizoen 2
1. Hot Sauce Boss / Ghost Pool
2. Shirts Off / Middle Shame
3. Dolled Up / Space Race
4. Barfy's Babies / Butts Up Club
5. Screamday / Enter Sandman
6. Alien Craig / Googas
7. Glory Hounds / Glad To Be Sad
8. Tufflips' Tales of Terror
9. TuffCon / Pet Parents
10. Cuddle Buddy / 2 Tuff 2 Watch
11. Ting / Fartwerk
12. Fowl Work / Rash Thrash
13. Wild Buds / Depants Tag
14. Chewhuahuas / Space Invaders
15. D.I.N.K / Dangerous Debbie
16. King of Kids / Ew De Hector
17. Romper Chomper / Conquistador
18. Street Dogg